# Platicrista horribilis
Espèce
Platicrista horribilis est une espèce de tardigrades de la famille des Hypsibiidae.

## Distribution
Cette espèce est endémique de Mongolie.

## Publication originale
- Kaczmarek & Michalczyk, 2003 : Platicrista horribilis, a new species of Tardigrada (Eutardigrada: Hypsibiidae) from Mongolia. Zootaxa, no 132, p. 1-8.